# Helen Duval
Helen Duval is het pseudoniem van Bernadette Heesink-Friebel (Edam, 19 september 1965) een Nederlandse ex-pornoactrice en pornoproducente.
Duval kwam in de porno-industrie terecht als schrijfster van een column in het pornoblad Tuk!. Deze columns werden geschreven onder de naam Helena. Bij de columns plaatste zij in het begin erotische foto's van zichzelf. Deze foto's werden steeds explicieter. Daarna verscheen ze in bladen als Hustler, Playmen en Mayfair.
Zij begon in 1993 ook in films te acteren en wijzigde haar naam in Helen Duval, omdat dit internationaal gezien meer kans op een doorbraak zou betekenen. De laatste film waarin ze meespeelde verscheen in 2003 onder de titel Ice & Fire.